# Гордич, Александр Александрович
Александр Александрович Гордич (бел. Аляксандр Аляксандравіч Гордзіч; род. 1963, Ивановский район, Брестская область, Белорусская ССР, СССР) — белорусский государственный и политический деятель. Почетный гражданин города Пинска (2019).

## Биография
В официальной биографии политика не так много данных. Известно, что он родился в 1963 году в Ивановском районе Брестской области. Детство провел в деревне. В 1986 году окончил Ленинградский ордена Трудового Красного Знамени финансово-экономический институт имени Н.А. Вознесенского. В 2005 году возглавил Пинский городской исполнительный комитет. Как утверждает региональное издание «Медиа-Полесье», Александр Гордич запомнился пинчанам своими резкими заявлениями, в особенности по спорту и соблюдению порядка на пинских улицах. В 2014 году покинул пост руководителя города и возглавил региональный парламент. В феврале 2018 переизбрался депутатом Пинского городского Совета депутатов 28-го созыва. С 2018 года — директор ОАО «Север-Пинск».
Звание «Почётный гражданин города Пинска» присвоено в 2019 году «за значительный личный вклад в социально-экономическое развитие города Пинска».

## Личная жизнь
Про личную жизнь Александра Гордича почти ничего не известно. В 2005 году политик дал интервью белорусской Комсомольской правде, в котором сказал, что «у меня дети переходного возраста, и я чувствую, что надо бы больше уделять им времени». В этом же интервью заявил, что «в студенческие годы серьезно занимался лыжами. Летом для поддержания физической формы предпочитаю велосипедные прогулки, люблю рыбачить со спиннингом».